# Guzmania hedychioides
Guzmania hedychioides är en gräsväxtart som beskrevs av Lyman Bradford Smith. Guzmania hedychioides ingår i släktet Guzmania och familjen Bromeliaceae. Inga underarter finns listade i Catalogue of Life.